# Sarine
La Sarine est une rivière de Suisse qui traverse longitudinalement le canton de Fribourg. Sa source est située au col du Sanetsch (en dessous du Sanetschhorn) sur la commune de Savièse en Valais. Elle est un affluent de l'Aar et fait donc partie du bassin collecteur du Rhin.

## Hydronymie
Le nom de Sarine viendrait du gaulois *Seganona, « la Forte » issu de *segano, « fort ». Son appellation en allemand est Saane, en patois fribourgeois : Charnà  .

## Parcours
La Sarine prend sa source au col du Sanetsch, elle alimente le lac de retenue créé par le barrage du Sanetsch. Elle s'écoule ensuite vers le nord jusqu'à Gstaad puis vers l'ouest à travers le Pays d'Enhaut. À Montbovon, elle reprend la direction du nord jusqu'au lac de la Gruyère. Peu avant, elle reçoit la Trême et la Jogne. Ensuite elle coule jusqu'à Fribourg, qui a été bâtie dans un méandre. Toujours direction nord où elle retraverse un lac artificiel, celui de Schiffenen, avant de se jeter dans l'Aar près de Golaten, dans le canton de Berne.[réf. nécessaire]
Son cours est en grande partie situé dans le canton de Fribourg, canton dans lequel un des sept districts porte le nom de la rivière, district de la Sarine.

### Affluents
Les affluents de la Sarine, par rive, de l'amont vers l'aval :
- Rive gauche :
  - Hongrin
  - Trême
  - Sionge
  - Glâne
  - Sonnaz
- Rive droite :
  - Louibach
  - Tâna/Taouna
  - Jogne
  - Gérine
  - Gottéron
  - Singine

## Formation

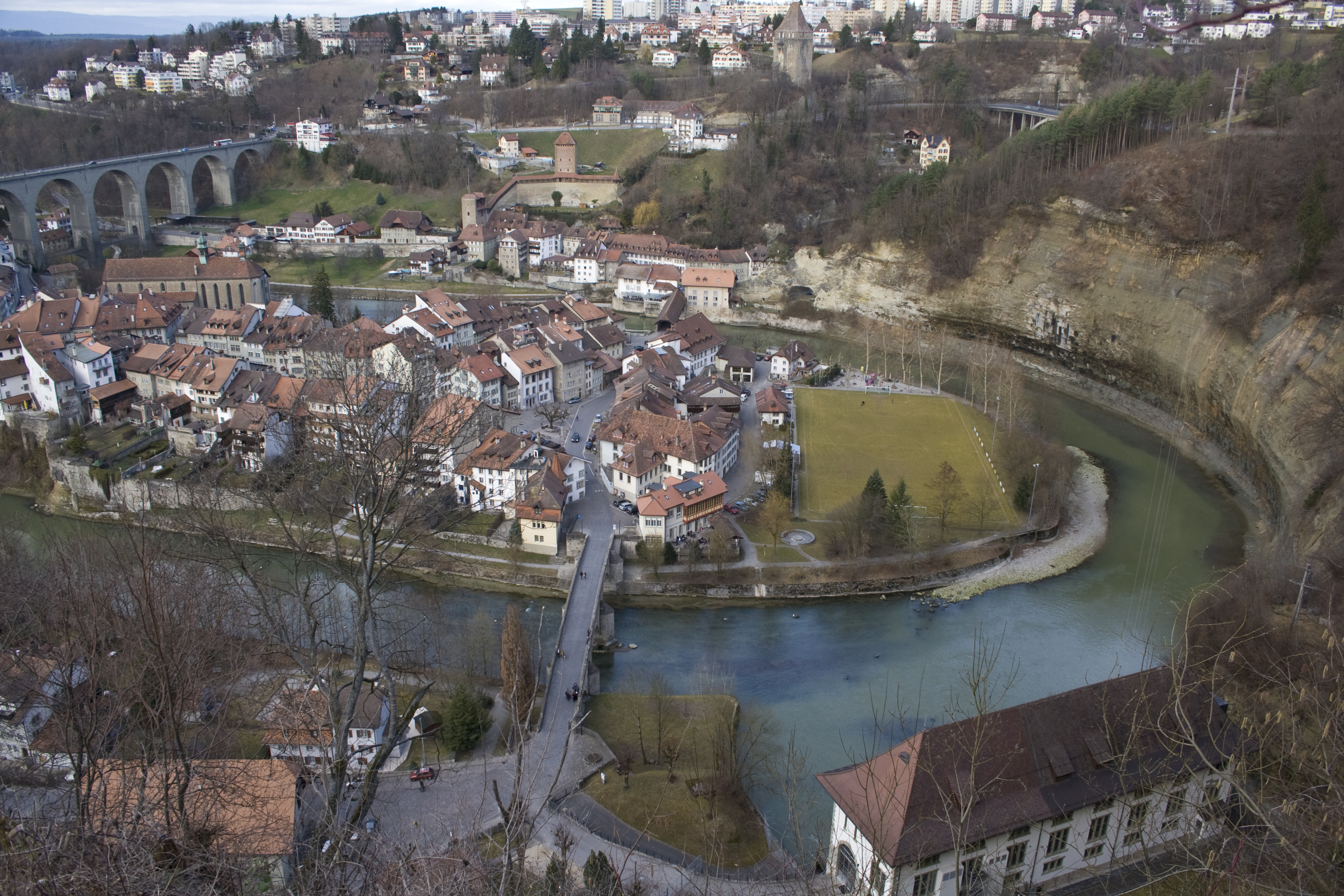
Méandre encaissé de la Sarine, ici en ville de Fribourg.

Le cours actuel de la Sarine s'est formé après la dernière glaciation, appelée glaciation de Würm. Au cours de cette période le glacier du Rhône est venu recouvrir la partie ouest de l'actuel plateau suisse, comblant les anciennes vallées fluviales par ses dépôts morainiques. Le glacier a ensuite reculé, les rivières ont dû se faire de nouveaux parcours sur le plateau dégagé. Cette situation a généré des parcours très tortueux. Les nombreux méandres de la Sarine entre Gruyères et Laupen ont leur origine dans ce phénomène. De plus, le grand dénivelé (environ 200 mètres) existant entre le plateau fribourgeois et la vallée de l'Aar, dans laquelle la Sarine se jette, a provoqué une érosion rapide des berges et créé de très profondes gorges.

## Frontière linguistique
La Sarine forme, en partie, la frontière linguistique séparant la Suisse romande francophone, à l'ouest, de la Suisse alémanique germanophone à l'est. On parle du Röstigraben, pour évoquer cette frontière linguistique. La locution « outre-Sarine » désigne ainsi couramment la Suisse alémanique, vue depuis la Suisse romande.